# ジョン・ネアーン (第4代ネアーン卿)
第4代ネアーン卿ジョン・ネアーン（英語: John Nairne,4th Lord Nairne、生年未詳 - 1782年11月7日没）は、スコットランド貴族。

## 生涯
第3代ネアーン卿ジョン・ネアーンとキャサリン・マレー(Catherine Murray、1691年頃 - 1754年5月9日、初代ダンモア伯爵チャールズ・マレーの末娘)の息子として生まれた。1770年に父が死去したが、父とは違いジャコバイト爵位は名乗らなかったという。1782年に死去、爵位は長男のウィリアムが承継した。

## 家族
1756年にブラバゾン・フィーラー（Brabazon Wheeler、生年未詳 - 1801年4月22日没）と結婚した。
- ジョン (生年未詳 - 1781年)[2]
- ウィリアム (1756年 - 1830年7月9日) ― 第5代ネアーン卿
- ブラバゾン (生年未詳 - 1783年3月6日)[2]